# Ośmiostopowiec trocheiczny
Ośmiostopowiec trocheiczny – format wiersza sylabotonicznego mieszczący się w ramach szesnastozgłoskowca. Występuje między innymi w Balladzie bezludnej Bolesława Leśmiana:
Jeno miejsce, gdzie być mogła, jeszcze trwało i szumiało,
Próżne miejsce na te dusze, wonne miejsce na to ciało.
W literaturze anglojęzycznej ośmiostopowiec trocheiczny występuje między innymi w Kruku Edgara Allana Poego, wierszu Locksley Hall Alfreda Tennysona i wierszu A toccata of Galupppi's Roberta Browninga:
In the Spring a fuller crimson comes upon the robin's breast;
In the Spring the wanton lapwing gets himself another crest;
In the Spring a livelier iris changes on the burnish'd dove;
In the Spring a young man's fancy lightly turns to thoughts of love.
(Locksley Hall)
Oh Galuppi, Baldassaro, this is very sad to find!
I can hardly misconceive you; it would prove me deaf and blind;
But although I take your meaning, 'tis with such a heavy mind!
(A toccata of Galupppi's)
Również Edwin Arlington Robinson posłużył się ośmiostopowcem trocheicznym w wierszu The valley of the shadow:
THERE were faces to remember in the Valley of the Shadow,
There were faces unregarded, there were faces to forget;
There were fires of grief and fear that are a few forgotten ashes,
There were sparks of recognition that are not forgotten yet.
For at first, with an amazed and overwhelming indignation	        5
At a measureless malfeasance that obscurely willed it thus,
They were lost and unacquainted—till they found themselves in others,
Who had groped as they were groping where dim ways were perilous.